# Karl Koller (Politiker)
Karl August Koller (* 25. Februar 1863 in Basel; † 5. oder 6. Januar 1920 in Thalwil), heimatberechtigt in Winterthur und Thalwil, war ein Schweizer reformierter Geistlicher, Unternehmer und freisinniger Politiker.

## Leben

### Familie
Karl Koller war der Sohn des Ingenieurs Gottlieb Koller (* 22. Februar 1823 in Winterthur; † 11. Juli 1900 in Bern) und von dessen erster Ehefrau Emma († 1869), der Tochter des Bandfabrikanten Christoph Burckhard-Bachofen (1783–1841).
Er war seit 1890 in erster Ehe mit Friederike († 9. Juli 1911), der Tochter von Ludwig Kuster, verheiratet. 1913 heiratete er in zweiter Ehe Adele (1871–1926), Witwe des Berliner Generalkonsuls Joan Barbovescu und Tochter des Verwaltungsratspräsidenten der Schweizerischen Lokomotiv- und Maschinenfabrik, Hans Knüsli. Seine zweite Ehefrau verfügte testamentarisch, dass für soziale und kulturelle Projekte und Organisationen die Adele Koller-Knüsli Stiftung nach ihrem Tod zu gründen war.

### Werdegang
Karl Koller immatrikulierte sich zu einem Studium der Philologie und Theologie an der Universität Neuenburg und setzte das Studium an der Universität Bern, der Universität Tübingen und der Universität Berlin sowie der Universität Edinburgh fort. Zum Ende des Studiums promovierte er zum Dr. phil.
1888 erfolgte seine Ordination sowie die Aufnahme in den Kirchendienst in Bern. Er war von 1890 bis 1902 Pfarrer in Wil im Kanton St. Gallen.
Er wurde 1899 zum Feldprediger des 27. Infanterieregiments ernannt. 1907 wurde er auf eigenen Antrag als Feldprediger im Dienstgrad Hauptmann entlassen.
Seit 1902 betätigte er sich als Fabrikant in Thalwil in der Seidenfärberei Weidmann, die August Weidmann (1842–1928) 1867 gegründet hatte.
1912 wurde er Mitglied im Verwaltungsrat der Allgemeinen Treuhand- und Revisions-Gesellschaft in Basel.

### Politisches und gesellschaftliches Wirken
Karl Koller war Mitglied des Zentralvorstands der FDP des Kantons Zürich.
Seit 1904 war er im Gemeinderat und amtierte von 1907 bis zu seinem Rücktritt aus gesundheitlichen Gründen 1919 als Gemeindepräsident von Thalwil.
Er war von 1905 bis 1920 Zürcher Kantonsrat und in dieser Zeit vom 16. September 1907 bis zum 1. November 1919, als Nachfolger von Heinrich Berchtold, Nationalrat.
1912 stiftete er, gemeinsam mit August Weidmann, zum Andenken an seine verstorbene Ehefrau der Kirchgemeinde Thalwil eine grosse Orgel, die im darauffolgenden Jahr von Friedrich Goll erbaut wurde.

## Ehrungen und Auszeichnungen
Karl Koller wurde 1912 zum Ehrenbürger von Thalwil ernannt.